# Порнография бедности

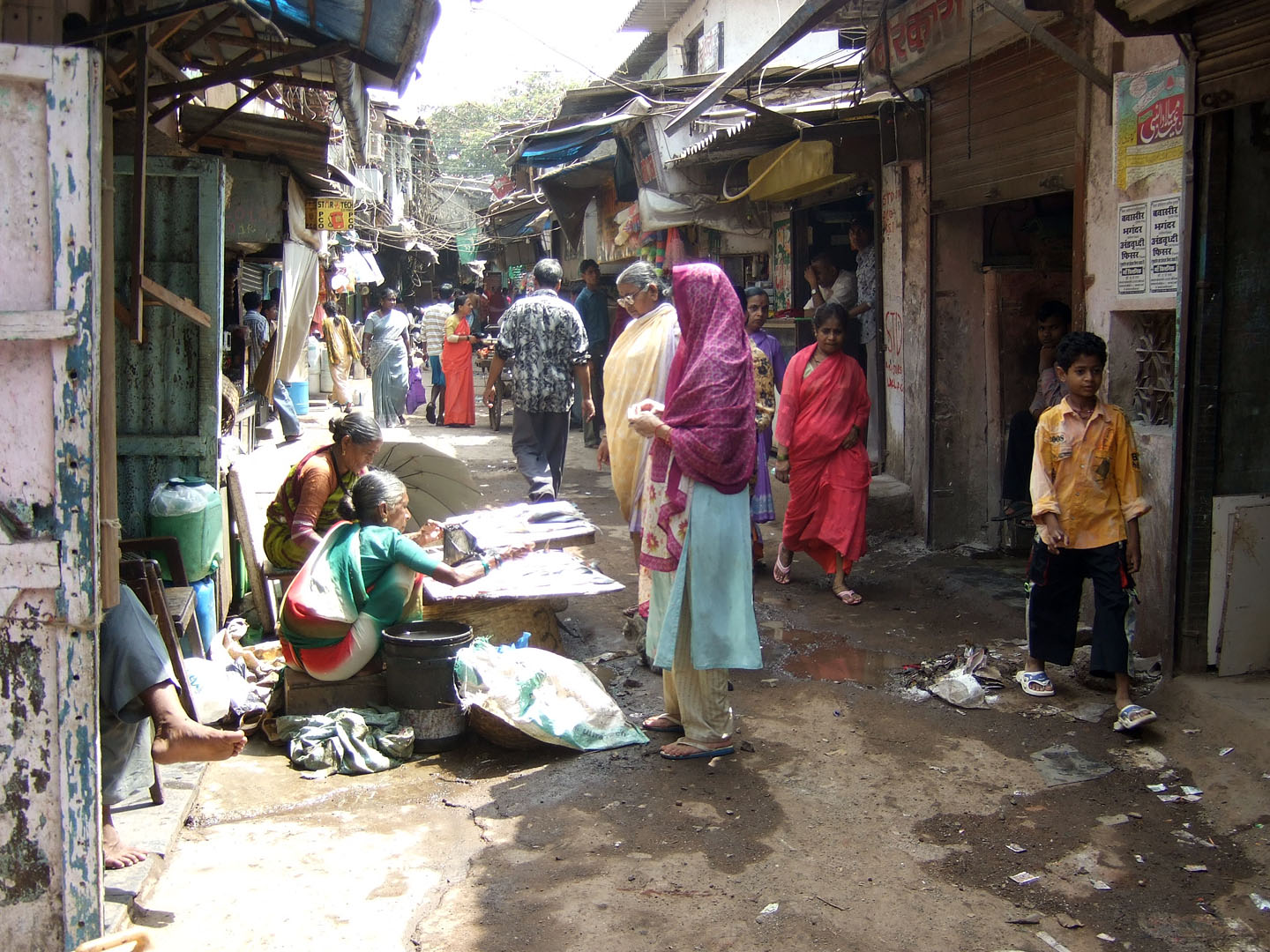
Индийские трущобы Дхарави в Мумбаи были показаны в фильме 2008 года «Миллионер из трущоб».

Порнография нищеты, также известная как порнография бедности (англ. poverty porn, pornography of poverty), англ. development porn (порнография развития), англ. famine porn (порно голода) или стереотипное порно — «любой тип медиа, будь то текстовое медиа, фотография или видео, который использует положение бедных, чтобы вызвать необходимое сочувствие для продажи газет, увеличения благотворительных пожертвований или поддержки определённого дела». Предполагается, что зритель эксплуатируемых медиа героев мотивируется удовлетворением базовых инстинктов. Это также термин, который используют критики фильмов, объективизирующих бедных людей ради развлечения привилегированной аудитории.

## Истоки
Понятие «порно бедности» было впервые введено в 1980-х годах, известных как «золотой век благотворительных кампаний». В благотворительных кампаниях того периода использовались яркие изображения, такие как фотографии недоедающих детей с мухами в глазах. Это быстро стало тенденцией, и было проведено несколько заметных кампаний, таких как Live Aid. Хотя некоторые из этих благотворительных кампаний были успешными (более 150 миллионов долларов на помощь в борьбе с голодом), некоторые наблюдатели критиковали этот подход, утверждая, что он чрезмерно упрощает хроническую бедность; эта очевидная сенсационность была названа критиками «порно о бедности».
В 1980-х средства массовой информации использовали медиа, которые считались отдельными критиками неуместным использованием детей, живущих в бедности. Ближе к концу десятилетия в соответствующих кампаниях появилось больше позитивных образов, описывающих ситуацию, но в последние годы тенденция к «порно бедности» возвращается.
Сам термин «порно бедности» был введён годы спустя после возникновения явления. Одним из самых ранних примеров употребления термина был обзор фильма «Прах Анжелы» (1999), опубликованный в январском выпуске электронного информационного бюллетеня Need to Know за 2000 год. В этом обзоре термин не был определён, но использовался для описания изображения бедности в фильме как «тяжёлого, наполненного рвотой порно бедности».

## В благотворительности
Практика порно бедности вызывает споры, поскольку некоторые считают её эксплуататорской, в то время как другие хвалят то, как она позволяет организациям достигать своих целей. Для благотворительных организаций, таких как ЮНИСЕФ и Оксфам, было обычным делом изображать голод, бедность и детей, чтобы вызвать сочувствие и увеличить пожертвования.
Хотя порно бедности можно рассматривать как инструмент для получения дополнительных пожертвований, многие считают, что оно искажает реальность, поскольку изображает образ бессильного общества, выживание которого полностью зависит от других западных обществ, а также является чрезмерно вуайеристским.
Часто ведутся споры о том, оправдано ли изображать стереотипы и использовать сенсационность для того, чтобы вызвать сочувствие. Чимаманда Нгози Адичи, нигерийский писатель, отмечает, что «проблема со стереотипами не в том, что они не соответствуют действительности, а в том, что они неполны. Они делают одну историю единственной историей».
Во время кампаний по сбору средств благотворительные организации пытаются взять интервью у тех, кому они пытаются помочь, чтобы донести информацию до широкой публики. Тем не менее, они постоянно сталкиваются с отказом тех, кто находится в безвыходной ситуации, фотографироваться или публично поделиться своей травмирующей историей. Это ещё больше укрепляет идею, согласно которой быть в непростой, если не сказать несчастной, ситуации постыдно, а порно бедности в СМИ разоблачает тех, кто не обязательно имеет желание быть разоблачённым.
В одном случае «необходимость» использовать травмирующие истории в рамках соответствующего стиля сбора средств привела к тому, что организация создала вымышленных «нуждающихся детей» и рассылала эмоциональные письма, «написанные» ими. CNN опубликовала расследование о том, что «школа [в Южной Дакоте], которой руководят неиндейцы, зарабатывает состояние на расовых стереотипах» — эта школа собрала миллионы долларов, используя «худшее порно бедности».

## В СМИ
Средства массовой информации используют визуально жалкие и тревожные изображения, цель которых — вызвать какие-либо эмоции у своей аудитории, однако обычно считается, что публичное выставление чьих-либо страданий с помощью изображений, интервью и других средств является недопустимым вторжением в частную жизнь.
Использование одной фотографии для обозначения целой страны как обездоленной заставляет аудиторию ложно предположить, что вся страна разделяет одну и ту же историю.